# Schrot (Getreide)

Typische Zusammensetzung von Schroten (Prozentanteile verschiedener Teilchen nach Partikelgröße in Mikrometer, nach Brümmer und Morgenstern)

Der (oder das) Schrot ist grob zerkleinertes Getreide, das durch Schroten auf einem Walzenstuhl oder durch Quetschen oder Mahlen mit der Schrotmühle hergestellt wird. Durch Einstellungen bei Zerkleinerung und/oder Siebung im Plansichter kann die Granulation der Schrote gesteuert werden. Als Schroten bezeichnet man die „mechanische Verarbeitung von Körnern zur Verringerung ihrer Größe“.  Die Abgrenzung zu Grütze ist unscharf.

## Beschreibung
In einer Mühle wird der Schrot nach der ersten Vermahlung abgesiebt, das bereits angefallene Mehl wird gesammelt und der Schrot wird abermals vermahlen, bis er immer feiner wird. Auf jede Vermahlung erfolgt eine Siebung, sodass immer weniger Mehl an der Schale haften bleibt. Am Ende dieses Vorgangs bleibt die Kleie zurück, die möglichst mehlfrei sein sollte. Für die Herstellung von Grobschrot muss der Vorgang schon vorher abgebrochen werden, denn Grobschrot muss noch eine bestimmte Menge Mehl enthalten.
Je nach Verwendungszweck kommt unterschiedlich grober Schrot in der Bäckerei zum Einsatz. Je gröber der Schrot, desto intensiver muss er in der Bäckerei bearbeitet werden, damit eine gute Quellung der Schalenteilchen erreicht wird, was die Voraussetzung für eine lockere und vor allem saftige Krume ist.
Während Schrot früher als Nebenprodukt der Mühle zu Brei verarbeitet und verzehrt wurde, findet es heute als Backzutat und Futtermittel Verwendung.
Beim Backen wird zwischen:
- Backschrot (Type 1700 bei Weizen, Type 1800 bei Roggen, ohne Keimling) und
- Vollkornschrot

unterschieden.
Beim Vollkornschrot werden die ganzen, „vollen“ Getreidekörner in der Mühle in Bruchstücke zum Vollkornschrot zerkleinert bzw. „vermahlen“. Beim Backschrot werden in der Mühle zuerst die Keimlinge von den Getreidekörnern entfernt. Erst danach werden die Getreidekörner – ohne Keimling, jedoch mit Schalenteilen – in Bruchstücke zum Backschrot vermahlen. Backschrot ist – im Unterschied zum Vollkornschrot – geschrotetes Getreide ohne Keimling.